# DJI Air 3
Die DJI Air 3 ist eine ferngesteuerte kompakte Quadcopter-Drohne für private und kommerzielle Luftbildfotografie und Videografie, hergestellt vom chinesischen Technologieunternehmen DJI. Sie ist das Nachfolgemodell der DJI Mavic Air 2.

## Varianten

### Air 3
Modellnummer EB3WBC
Die Air 3 wurde im Juli 2023 veröffentlicht und erhielt mehrere Verbesserungen im Vergleich zu ihrem Vorgänger. Das Gesamtdesign wurde überarbeitet, um der Mavic 3 Pro zu ähneln, und der Gimbal trägt nun ein duales Kamerasystem mit einer Weitwinkel- und einer Telekamera. Beide Kameras verfügen über einen 48 MP 1/1.3" Stacked CMOS-Sensor, die Telekamera kann dreifach zoomen. Das Gewicht der Drohne beträgt 720 g, was eine Steigerung gegenüber den 595 g der Air 2S darstellt. Der größte Teil dieses Gewichts stammt vom Akku, der auf eine Ladung von 4241 mAh erhöht wurde und der Air 3 eine maximale Flugzeit von 46 Minuten verleiht. Das Videoübertragungssystem wurde auf OcuSync 4 aufgerüstet, das 1080p-Videos bis zu einer Entfernung von 20 km überträgt. The Verge merkte an, dass die Drohne während des Betriebs zwar laut bleibt, ihre größeren Propeller jedoch zu einem Geräusch führen, das eine niedrigere Frequenz hat und weniger durchdringend ist als das des Vorgängers.

### Air 3S
Modellnummer CZ3SCL
Im Oktober 2024 brachte DJI die Air 3S mit einer verbesserten 50 MP 1" CMOS-Weitwinkelkamera auf den Markt. Das Gewicht und die Akkukapazität der Drohne wurden leicht auf 724 g bzw. 4276 mAh erhöht, während die Flugzeit leicht auf 45 Minuten reduziert wurde.

### Cogito Spectra Air
Modellnummer TQFDUB2.
Das in Hongkong ansässige Unternehmen Cogito Tech stellt eine lizenzierte Version des Air 3 unter dem Namen Specta Air her.  Obwohl Cogito jegliche Verbindung zu DJI abstreitet, berichtet The Hill, dass das Specta Air und die Specta Mini (Cogitos Version der DJI Mini 2 SE) praktisch identisch mit ihren chinesischen Gegenstücken sind, einschließlich Leistung und Software, und wahrscheinlich das DJI-eigene Videoübertragungssystem OcuSync verwenden.

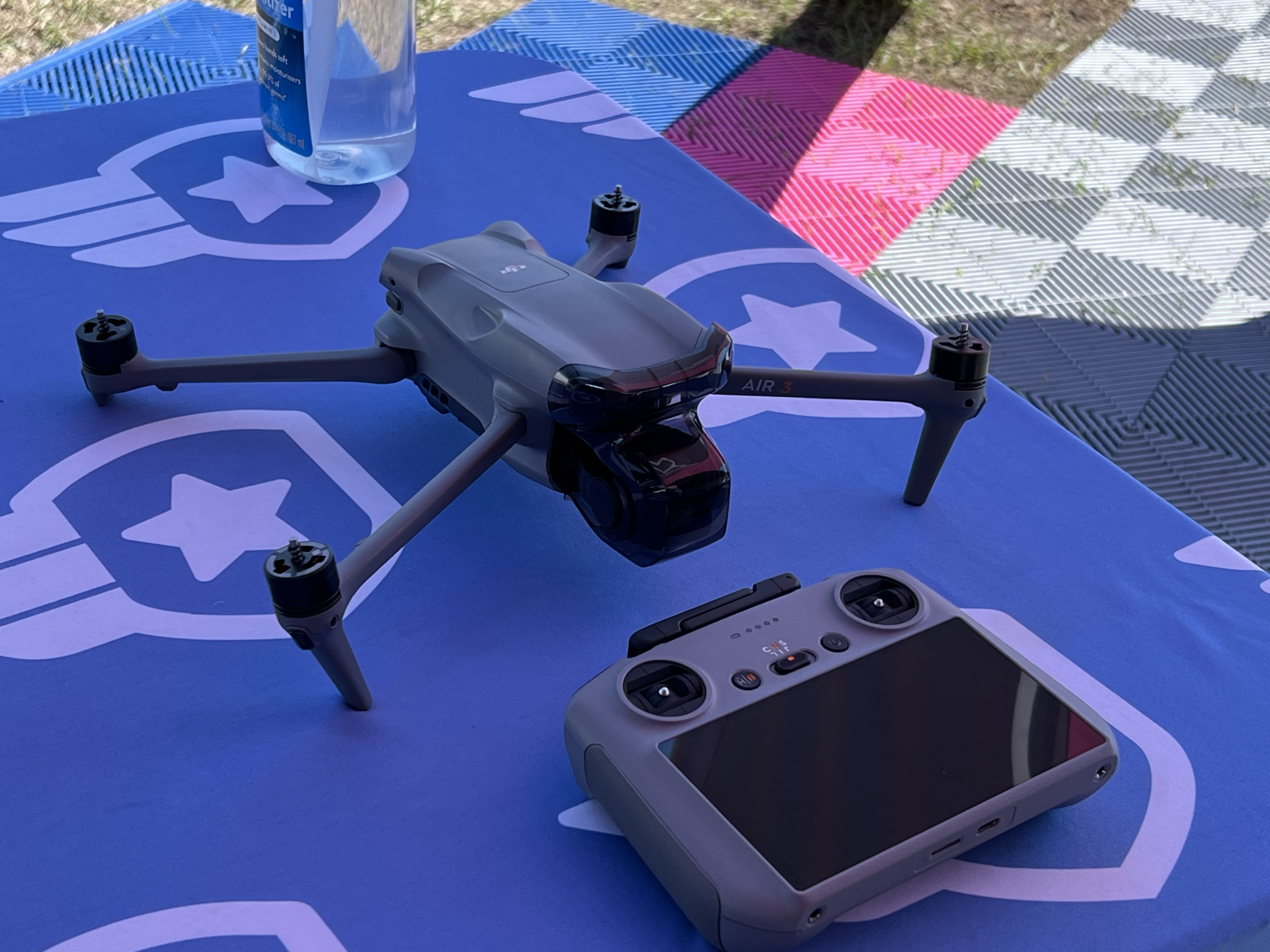
DJI Air 3 mit RC2 Fernbedienung

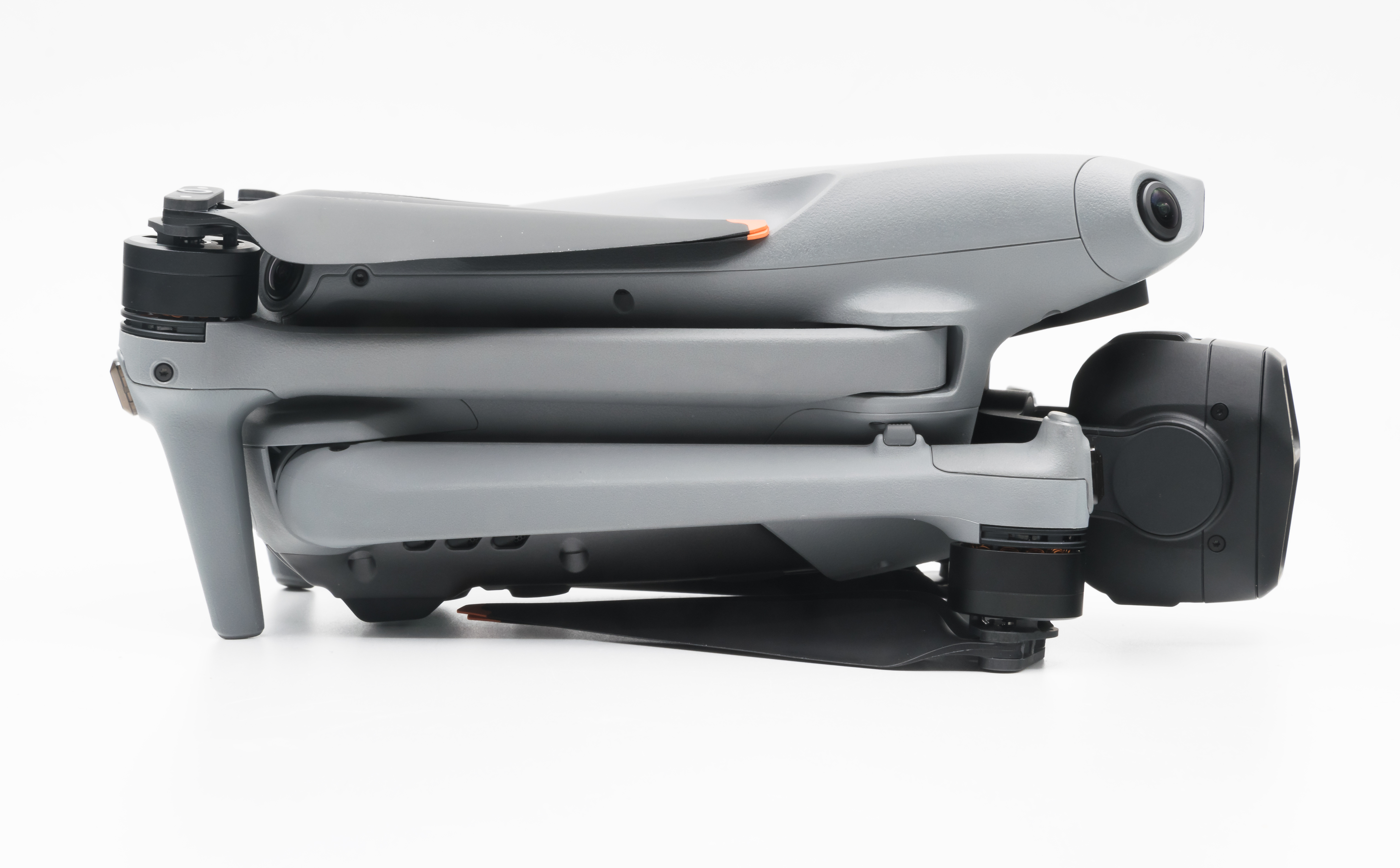
Spätere Air-Modelle wie die Air 3S verwenden die für die Mavic-Familie typische Over/Under-Fold-Konfiguration

## Technische Daten
Quelle: Website des Herstellers
|                           | DJI Air 3                                                 | DJI Air 3S                                                  |
| UAS-Klasse                |                                                           |                                                             |
| Einführungsjahr           | 2023                                                      | 2024                                                        |
| Startmasse                | 720 g                                                     | 724 g                                                       |
| Maße (ohne Propeller)     | 258,8 × 326 × 105,8 mm                                    | 266,11 × 325,47 × 106,00 mm                                 |
| max. Flugzeit             | 46 Minuten                                                | 45 Minuten                                                  |
| Hindernisvermeidung       | Omnidirektional                                           | Omnidirektional                                             |
| max. Flughöhe (N.N)       | 6000 m                                                    | 6000 m                                                      |
| max. Reichweite           | 20 km (FCC) 10 km (CE)                                    | 20 km (FCC) 10 km (CE)                                      |
| max. Steiggeschwindigkeit | 10 m/s                                                    | 10 m/s                                                      |
| max. Sinkgeschwindigkeit  | 10 m/s                                                    | 10 m/s                                                      |
| Windwiderstand            | 12 m/s                                                    | 12 m/s                                                      |
| max. Geschwindigkeit      | 21 m/s (EU 19 m/s)                                        | 21 m/s (EU 19 m/s)                                          |
| max. Fotoauflösung        | 48 MP                                                     | Weitwinkelkamera: 50 MP Telekamera: 48 MP                   |
| max. Videoauflösung       | 4K/120 fps                                                | 4K/120 fps                                                  |
| Bildsensor                | 2 × 1/1,3″ CMOS                                           | Weitwinkelkamera: 1" CMOS Telekamera: 1/1,3″ CMOS           |
| Objektiv                  | Weitwinkelkamera: 24 mm Telekamera: 70 mm                 | Weitwinkelkamera: 24 mm Telekamera: 70 mm                   |
| Sichtfeld                 | Weitwinkelkamera: 82° Telekamera: 35°                     | Weitwinkelkamera: 84° Telekamera: 35°                       |
| Blende                    | Weitwinkelkamera: f/1,7 Telekamera: f/2,8                 | Weitwinkelkamera: f/1,8 Telekamera: f/2,8                   |
| Zoom                      | Weitwinkelkamera: 1- bis 3-fach Telekamera: 3- bis 9-fach | Weitwinkelkamera: 1- bis 2,9-fach Telekamera: 3- bis 9-fach |
| Gimbal                    | 3-Achsen                                                  | 3-Achsen                                                    |
| ISO Foto                  | 100 – 6400                                                | 100 – 6400                                                  |
| ISO Video                 | 100 – 6400                                                | 100 – 12800                                                 |
| Verschlusszeit            | 8 – 1/16.000 s                                            | Weitwinkelkamera: 8 – 1/16.000 s Telekamera: 8 – 1/8.000 s  |
| Max. Video Bitrate        | 150 Mbit/s                                                | 130 Mbit/s                                                  |
| Fotoformat                | JPEG / DNG (RAW)                                          | JPEG / DNG (RAW)                                            |
| Videoformat               | MP4 (H.264 / MPEG-4 AVC, H.265 / HEVC)                    | MP4 (H.264 / MPEG-4 AVC, H.265 / HEVC)                      |
| Akku-Art                  | 4S Li-Ion                                                 | 4S Li-Ion                                                   |
| Akku                      | 4241 mAh                                                  | 4276 mAh                                                    |
| Positionsbestimmung       | GPS + Galileo + BeiDou                                    | GPS + Galileo + BeiDou                                      |
| Übertragungssystem        | OcuSync 4                                                 | OcuSync 4                                                   |
| Interner Speicher         | 8 GB                                                      | 42 GB                                                       |
| Betriebstemperatur        | −10 bis 40 °C                                             | −10 bis 40 °C                                               |